# No. 23 Squadron RAF
Le No. 23 Squadron est un escadron de la Royal Air Force. Jusqu'en octobre 2009, il a exploité le Boeing Sentry AEW1 Système de détection et de commandement aéroporté (AWACS) de la RAF Waddington, dans le Lincolnshire.

## Histoire

### Première Guerre Mondiale
Le No. 23 Squadron de la Royal Flying Corps est formé à Fort Grange, Gosport , le 1er septembre 1915, commandé par Louis Strange et équipé avec un mélange de types. Un détachement de Royal Aircraft Factory B. E. 2C a été déployé à Sutton's Farm pour agir comme chasseurs de nuit et s'opposer aux raids des Zeppelins allemands, mais aucune interception réussie n'a eu lieu.  L'escadron va en France le 16 mars 1916 avec des chasseurs à hélice propulsive biplaces FE2b. L'escadron a utilisé le FE2b en service d'escorte rapprochée et pour effectuer des patrouilles debout afin d'engager des avions ennemis partout où ils se trouvaient, ce qui a aidé à établir la supériorité aérienne dans le cadre des préparatifs de la bataille de la Somme
À la fin de l'année le "Fee" est obsolète et l'escadron commença à recevoir des chasseurs monoplaces Spad S. VII en février 1917, avec ses derniers F. E. 2 en avril 1917. Le No. 23 Squadron effectue des patrouilles de chasseurs offensifs sur le front et des attaques à basse altitude contre les troupes allemandes. En décembre 1917, il remplaça son SPAD S. VII par le plus lourd et mieux armé Spad S. XIII. L'escadron se convertit au Sopwith Dauphins en avril 1918 jusqu'à sa dissolution juste après la guerre, le 31 décembre 1919. Il comptabilise 19 as dans ses rangs pendant la guerre, dont : 
William Kennedy-test de Cochran-Patrick, DSO, MC; 
Douglas U. McGregor, MC;
James Pearson, DFC;
Clive W. Warman, DSO, MC; 
Frédéric Gibbs, MC; 
Conn Standish O'Grady, MC; 
Herbert Drewitt, MC, AFC; 
James Fitz-Morris, MC; 
Harold Albert Blanc, DFC; 
Alfred Edwin McKay, MC; 
Harry Compton, DFC; et
Arthur Bradfield Fairclough, MC.

### Reformation

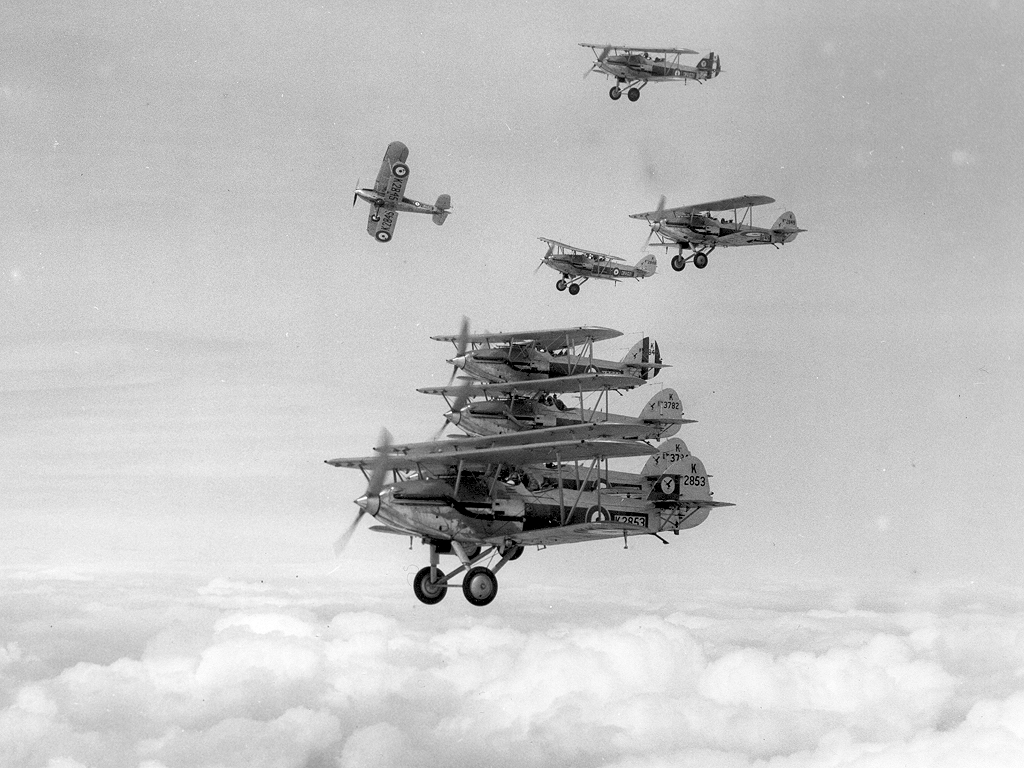
Hawker Demons du No. 23 Squadron.

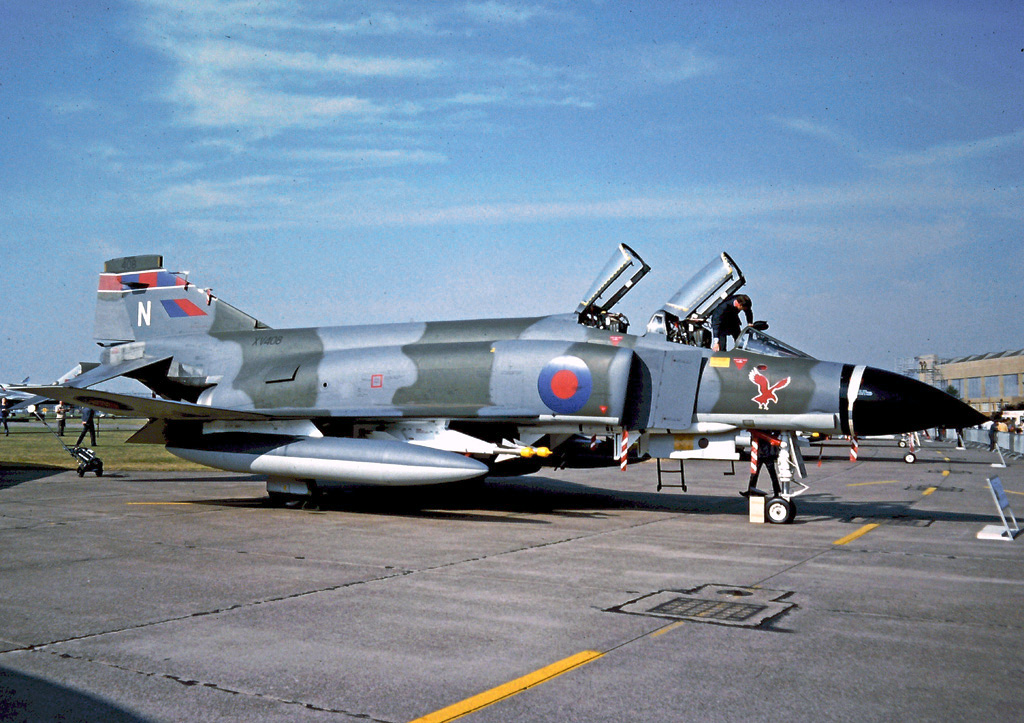
Phantom FGR.2 portant le symbole de l'unité, un aigle, en 1977.

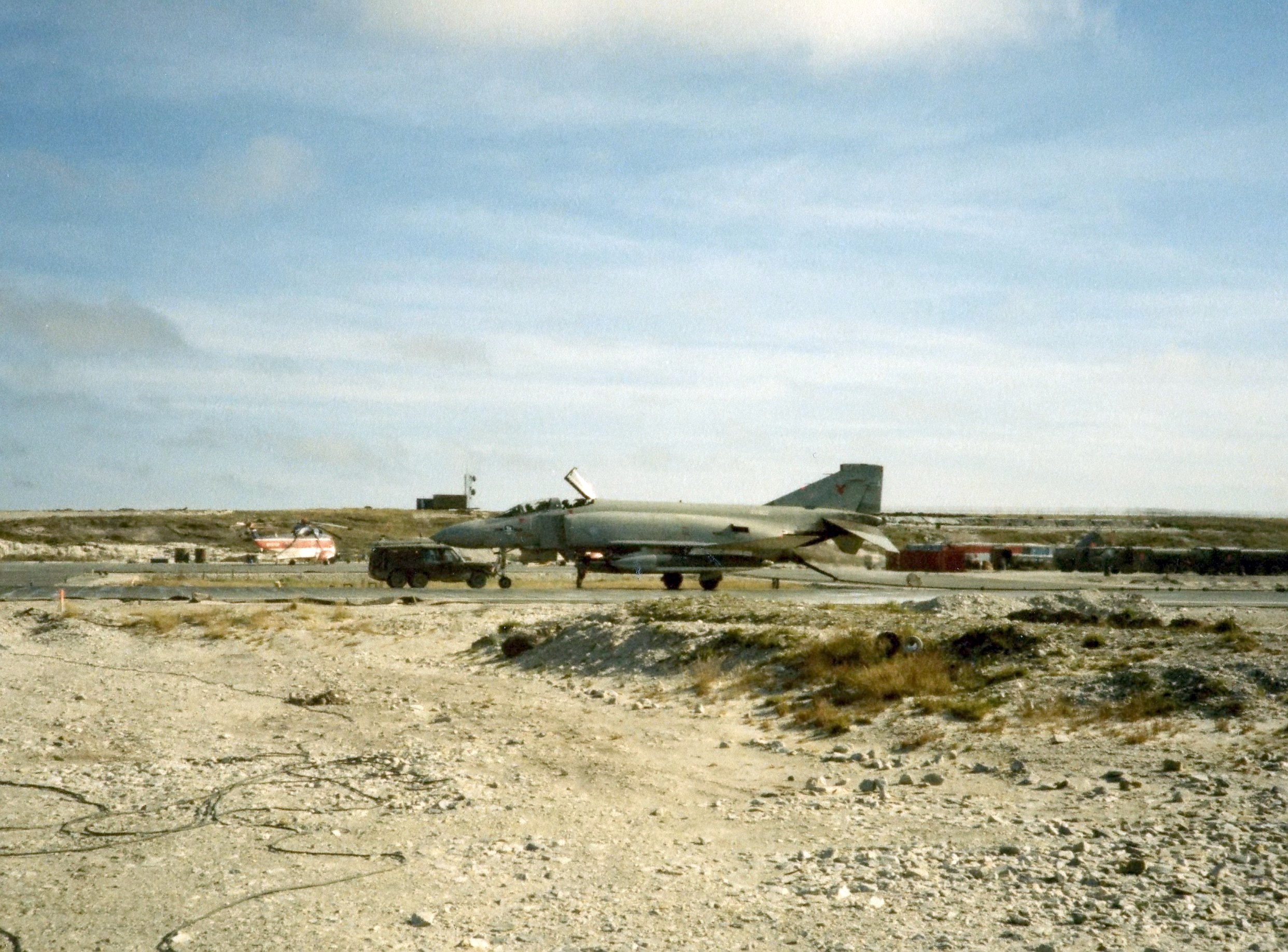
Phantom du No. 23 Squadron de la RAF Stanley en 1984.

L'escadron est reformé le 1er juillet 1925 à la base RAF Henlow avec le Sopwith Snipe, puis a utilisé d'autres chasseurs biplans.
En 1938, il devint un escadron de chasseur de nuit utilisant le Bristol Blenheim. Après le déclenchement de la Seconde Guerre Mondiale, il a été remplacé par le Douglas Havoc et, plus tard, le de Havilland Mosquito. Entre 1942 et 1944, l'escadron est basé à Malte. l est ensuite retourné en Angleterre et a servi d'escadron d'intrusion, ciblant les chasseurs de nuit allemands au-dessus de l'Europe occidentale. Le 23e Escadron fut dissous, après la fin de la guerre, en septembre 1945

### Opérations d'après-guerre
L'escadron a été réformé le 1er septembre 1946 pour devenir un escadron de chasseur de nuit opérant le de Havilland Mosquito. Il a reçu des avions à réaction sous la forme du de Havilland Vampire NF.10s en 1953, qu'il remplaça par des De Havilland Venom NF.2, en juin 1954. L'escadron acquiert le Venom NF.3 en 1957.

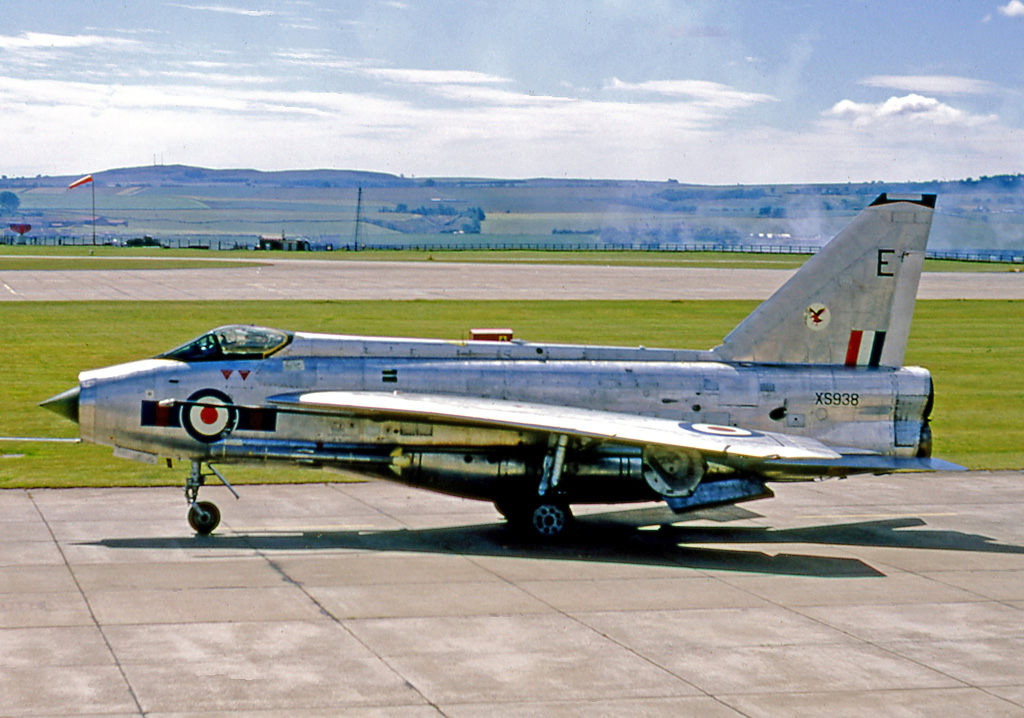
English Electric Lightning F. 6 à sa base de la RAF Leuchars en 1970.

En 1957, l'escadron se convertit au chasseur tout-temps Gloster Javelin, débutant une longue période d'opérations dans le rôle de défense aérienne. L'escadron possède un solide héritage dans le rôle de défense aérienne, où il exploite des Gloster Javelin, des Lightning, des Phantoms II et des Tornado F3. L'escadron a d'abord reçus des Phantoms  à RAF Coningsby avant de passer à la base de la RAF de Wattisham pour un peu moins de 10 ans. Puis en octobre 1983 l'escadron a été déployé sur le terrain d'aviation de Stanley dans les Îles Falkland après leur reconquête sur l'Argentine, où il est arrivé le 1er novembre. Ils sont restés ici jusqu'au 31 octobre 1988, date à laquelle les quatre Phantom II présent ont été pris en charge par le 1435 Flight. L'escadron s'est ensuite réformé le 1er novembre 1988 à la RAF Leeming avec le Panavia Tornado qu'il a opéré jusqu'au 26 février 1994, date à laquelle l'unité a été dissoute
L'escadron a assumé le rôle d'Alerte Aéroporté Précoce en avril 1996, avec le partage de la flotte de Sentry AEW1 de la RAF avec le No. 8 Squadron. L'escadron est dissous le 2 octobre 2009, quand il a fusionné avec le No. 8 Squadron.

## Membres notables de l'escadron
Parmi les 19 as qui ont servi dans ses rangs dans la première Guerre Mondiale figurent :
William Kennedy-Cochran-Patrick, 
Douglas U. McGregor, 
James William Pearson, 
Clive W. Warman, 
Frederick J. Gibbs, 
Conn Standish O'Grady, 
Herbert Drewitt, 
James Fitz-Morris,
Harold Albert Blanc, 
Alfred Edwin McKay, 
Harry Compton, et
Arthur Bradfield Fairclough
Douglas Bader faisait partie du 23e Escadron lorsqu'il s'est écrasé en effectuant des acrobaties aériennes à basse altitude, perdant ainsi ses jambes. Il est ensuite devenu l'un des as de la RAF les mieux notés pendant la seconde Guerre Mondiale. Le commandant d'aviation Sir Peter Wykeham a été crédité d'avoir abattu au moins 15 avions hostiles dans divers théâtres de la seconde Guerre Mondiale. Il a ensuite été promu Maréchal de l'Air. Il a été officier commandant du 38e Groupe à partir de 1960, directeur de l'état-major de guerre interarmées à partir de 1962, commandant de la Force aérienne d'Extrême-Orient à partir de 1964 et sous-chef d'état-major de la Force aérienne à partir de 1967, avant de prendre sa retraite en 1969. Andrew George Walton a volé avec l'escadron dans les Tornades et les Fantômes, et est monté au rang de vice-maréchal de l'Air, recevant un CBE (commandant de l'Ordre de l'Empire britannique) dans le processus, avant de prendre sa retraite en 2010
Le commandant d'escadre A. J'Red'Owen, DFC et Bar, AFC, DFM, était commandant du No. 23 Squadron entre mai 1962 et octobre 1964. Il a été l'un des pilotes de chasse de nuit les plus brillants de la RAF pendant la Seconde Guerre mondiale, et on lui attribue la destruction d'au moins 15 avions ennemis.

## Aéronefs exploités
- Blériot XI
- Caudron G. III
- Farman Shorthorn
- Avro 504
- Martinsyde S1
- BE2c
- FE2b
- Martinsyde 100 G.
- SPAD S. VII
- SPAD S. XIII
- Sopwith Dolphin
- Sopwith Snipe
- Gloster Gamecock
- Bristol Bulldog
- Hawker Hart
- Hawker Demon
- Bristol Blenheim
- Douglas Des Ravages J'
- Douglas Boston III
- De Havilland Mosquito
- De Havilland Vampire
- De Havilland Venin
- Gloster Javelin
- English Electric Lightning
- McDonnell-Douglas Fantôme FGR2
- Panavia Tornado F3
- Boeing Sentry AEW1